# Chancy
Chancy is een gemeente en plaats in het Zwitserse kanton Genève. Het is de meest westelijk gelegen gemeente van Zwitserland. Het dorp Chancy ligt aan de oever van de Rhône.

## Geboren
- René-Édouard Claparède (1832-1871), zoöloog en arts